# Klášter Corbie
Klášter Corbie (fr. Abbaye Royale Saint-Pierre de Corbie) je benediktinský klášter v městečku Corbie ve francouzském departementu Somme, asi 15 km východně od Amiens.
Klášter zasvěcený svatému Petrovi byl založen jako královská donace okolo roku 657 královnou Balthildou a jejím synem Chlotharem III. Prvotní osazení kláštera pocházelo z Luxeuilu, který byl založen sv. Kolumbánem koncem 6. století. V 9. století byl klášter větší než opatství v Tours a Saint-Denis, fungovalo zde významné skriptorium. V roce 881 bylo opatství Corbie zničeno Vikingy, ale poté bylo přestavěno. Stále užívalo královských výsad, ale už nemělo tak velký politický a kulturní význam jako v první polovině devátého století. Roku 822 místní opat Adalhard, bratranec Karla Velikého, založil v Sasku nový klášter Corbeia Nova. Sekularizace kláštera roku 1792 zavinila rozptýlení bohaté klášterní knihovny.